# Obi (Magyarország)
Az OBI (teljes nevén OBI Bau- und Heimwerkermärkte GmbH & Co. Franchise Center KG) egy európai hálózattal rendelkező barkácsáruházlánc, amelyet 1970-ben Wermelskirchenben alapítottak.

## Története
Az első OBI áruházat 1970-ben nyitották meg, a németországi Hamburgban. Székhelye Észak-Rajna-Vesztfália tartomány egyik városában, Wermelskirchenben van. Az Obi a Tengellmann csoporthoz tartozik.  Az Obi ezen kívül a német tőzsdén is jelen van. Magyarországon 1994-ben kezdett el terjeszkedni.

## Obi a világban
Országok, ahol az OBI jelen van.
| Ország              | Áruházak száma |
| ------------------- | -------------- |
| Ausztria            | 32 áruház      |
| Bosznia-Hercegovina | 3 áruház       |
| Csehország          | 29 áruház      |
| Lengyelország       | 32 áruház      |
| Magyarország        | 31 áruház      |
| Németország         | 330 áruház     |
| Olaszország         | 47 áruház      |
| Oroszország         | 17 áruház      |
| Svájc               | 10 áruház      |
| Szlovákia           | 14 áruház      |
| Szlovénia           | 7 áruház       |

## OBI áruházak Magyarországon

### Jelenlegi áruházak
Magyarországon jelenleg 31 Obi áruház található, legutóbb 2023-ban, Kiskunhalason nyílt új üzlet.
| #   | Cím                                         | Nyitás | Megjegyzés |
| --- | ------------------------------------------- | ------ | --- |
| 1.  | 1191 Budapest, Vak Bottyán utca 75/A.       | 1995   | 1995 és 2011 között a Tálas utca 4–20. alatt működött                                                                          |
| 2.  | 1046 Budapest, Szent Imre utca 1.           | 1995   | 1995 és 2011 között közelében a Váci út 168. alatt is működött áruház                                                          |
| 3.  | 6724 Szeged, Szatymazi utca 33.             | 1995   | Az első Obi áruház a főváros határain kívül                                                                                    |
| 4.  | 8600 Siófok, Vak Bottyán utca 36.           | 1996   | |
| 5.  | 2040 Budaörs-Budapark                       | 1998   | |
| 6.  | 1095 Budapest, Soroksári út 33.             | 1999   | |
| 7.  | 7400 Kaposvár, Dr. Kaposváry György utca 2. | 2000   | |
| 8.  | 3300 Eger, Rákóczi út 102.                  | 2002   | |
| 9.  | 3526 Miskolc, Szentpéteri kapu 103.         | 2002   | |
| 10. | 5600 Békéscsaba, Andrássy út 58.            | 2003   | |
| 11. | 8200 Veszprém, Külső Kádártai út 1.         | 2003   | |
| 12. | 2400 Dunaújváros, Venyimi út 5–7.           | 2004   | |
| 13. | 2800 Tatabánya, Győri út 11.                | 2004   | 1994 és 2004 között Vértesszőlősön, a Határ út 1–3. alatt működött                                                             |
| 14. | 1117 Budapest, Hunyadi János út 23.         | 2004   | A Savoya Park Kereskedelmi Központban                                                                                          |
| 15. | 5000 Szolnok, Felső Szandai rét 2.          | 2005   | |
| 16. | 8800 Nagykanizsa, Récsei út 30.             | 2005   | |
| 17. | 1148 Budapest, Fogarasi út 28–54.           | 2006   | Közelében 1994 és 2002 között a Gyakorló köz 2–6.-ban, valamint 1995 és 2006 között a Kerepesi út 73. alatt is működött áruház |
| 18. | 4400 Nyíregyháza, László út 8–10.           | 2007   | |
| 19. | 7100 Szekszárd, Tartsay Vilmos út 89.       | 2007   | |
| 20. | 6725 Szeged, Szabadkai út 7.                | 2008   | Szeged második Obi áruháza. Szeged Budapest határain kívül az egyetlen város, ahol egynél több Obi van                         |
| 21. | 6000 Kecskemét, Izsáki út 12/B.             | 2008   | A Target Center Bevásárlóparkban                                                                                               |
| 22. | 9400 Sopron, Határdomb utca 3.              | 2008   | |
| 23. | 8360 Keszthely, Frech Miklós utca 4.        | 2010   | Az Alpha Park bevásárlóparkban                                                                                                 |
| 24. | 3200 Gyöngyös, Vásár út 4.                  | 2010   | |
| 25. | 1239 Budapest, Bevásárló utca 6.            | 2013   | 2013 előtt BricoStore áruház volt                                                                                              |
| 26. | 2011 Budakalász, Omszk park 2.              | 2013   | 2013 előtt BricoStore áruház volt                                                                                              |
| 27. | 2151 Fót, Fehérkő utca 2.                   | 2013   | 2013 előtt BricoStore áruház volt                                                                                              |
| 28. | 9023 Győr, Fehérvári út 3.                  | 2013   | |
| 29. | 8000 Székesfehérvár, Budai út 41.           | 2015   | Egy Praktiker áruház helyén nyílt meg.                                                                                         |
| 30. | 7622 Pécs, Siklósi út 37.                   | 2022   | Az Interspar hipermarket mellett                                                                                               |
| 31. | 6400 Kiskunhalas, Fűzér utca 3/B.           | 2023   | A Zone bevásárlóparkban |

### Tervezett áruházak
- Budapest
- Debrecen
- Szombathely
- Kistarcsa